# Golkowice (województwo dolnośląskie)
Golkowice (do 2009 Gołkowice) – wieś w Polsce, położona w województwie dolnośląskim, w powiecie głogowskim, w gminie Pęcław.
Do 2023 r. miejscowość była przysiółkiem wsi Droglowice.
W latach 1975–1998 przysiółek należał administracyjnie do województwa legnickiego.